# Флавій Полемій
Флавій Юлій Валерій Олександр Полемій (лат. Flavius Iulius Valerius Alexander Polemius; ? — після 338) — державний діяч, письменник, перекладач часів Римської імперії, консул 338 року.

## Життєпис
Народився в Александрії Єгипетській. Розпочав свою кар'єру за імператора Костянтина Великого. Отримав титул vir clarissimus. Після смерті останнього у 337 році підтримав синів Костянтина — Констанція та Константа. Підтримував військовика Аблабія, який знищив братів Костянтина Великого. Після цього разом з Флавієм Урсом організував змову проти Аблабія. Завдяки цьому було ліквідовано вплив військових при імператорському дворі. На вдячність Флавія Полемія у 338 році призначено консулом разом з Флавієм Урсом.

## Творчість
Переклав (бл. 330 року) роман «Александрія» Псевдо-Калісфена латиною, який отримав назву «Діяння Александра Македонського» й складався з 3 частин. Водночас зробив близько 600 додатків. На відміну від грецького оригіналу Полемій зобразив Александра ідеальним володарем. Червоною ниткою проходить ідея, що все залежить від долі.